# Додосов, Иван Алексеевич
Иван Алексеевич Додосов (род. 7 сентября 1989, Пестрецы, Пестречинский район, Татарская АССР, РСФСР, СССР) — российский военнослужащий, подполковник. Принимал участие в нападении России на Украину. Герой Российской Федерации (2022).

## Биография
Иван Алексеевич Додосов родился 7 сентября 1989 года в селе Пестрецы Пестречинского района Татарской АССР. Родители — Алексей и Татьяна Додосовы, есть сёстры. С детства хотел стать военным.
По окончании Пестречинской средней общеобразовательной школы № 1 с углубленным изучением отдельных предметов в 2006 году поступил в Казанское высшее танковое командное училище, которое окончил в 2010 году с золотой медалью. Имеет звание майора, дослужился до командира танкового батальона войсковой части № 33744 города Новочеркасск Ростовской области.
В 2014 году участвовал в аннексии Крыма Россией. В 2022 году принял участие в нападении России на Украину. В том же году был удостоен звания «Герой Российской Федерации».

## Награды
- Высшее звание «Герой Российской Федерации» с вручением медали «Золотая звезда» (2022 год)[1][2]. Вручена 10 августа министром обороны РФ генералом армии С. К. Шойгу в Национальном центре управления обороной в Москве[7][8].
- Орден Мужества (2022), медаль Суворова (2014), «За отличие в военной службе» (2017), «За возвращение Крыма» (2014), «За участие в военном параде в День Победы» (2014), «15 лет полку СН имени Героя России А. А. Кадырова МВД по Чеченской Республике» (2022)[1].

## Личная жизнь
Женат, есть дочь — Анна.